# ورزشگاه مارک آنتونیو بنتگودی
 ورزشگاه مارک آنتونیو بنتگودی (به ایتالیایی: Stadio Marc'Antonio Bentegodi) ورزشگاهی در شهر ورونا در کشور ایتالیا است.
بازی‌های خانگی باشگاه فوتبال کیه‌وو ورونا و باشگاه فوتبال هلاس ورونا در این ورزشگاه برگزار می‌شود.